# Campeonato Amazonense 2017
In 2017 werd het 101ste Campeonato Amazonense gespeeld voor clubs uit Braziliaanse staat Amazonas. De competitie werd georganiseerd door de FAF en werd gespeeld van 14 maart tot 10 juni. Manaus werd kampioen.
De kampioen plaatste zich voor de Copa do Brasil 2018 en de Copa Verde 2018 en Série D 2018. Vicekampioen Nacional plaatste zich ook voor de Copa do Brasil en Série D.

## Eerste fase
| Plaats | Club                 | Wed. | W | G | V  | Saldo | Ptn. |
| ------ | -------------------- | ---- | - | - | -- | ----- | ---- |
| 1.     | Nacional             | 14   | 8 | 2 | 4  | 29:19 | 26   |
| 2.     | Fast Clube           | 14   | 6 | 5 | 3  | 23:12 | 23   |
| 3.     | Manaus               | 14   | 6 | 5 | 3  | 21:14 | 23   |
| 4.     | Princesa do Solimões | 14   | 6 | 5 | 3  | 19:15 | 23   |
| 5.     | Rio Negro            | 14   | 6 | 3 | 5  | 24:21 | 21   |
| 6.     | Penarol              | 14   | 5 | 5 | 4  | 23:17 | 20   |
| 7.     | Holanda              | 14   | 4 | 4 | 6  | 22:25 | 16   |
| 8.     | São Raimundo         | 14   | 0 | 1 | 13 | 6:44  | 1    |

|  | Geplaatst voor tweede fase |
|  | Degradatie                 |

## Tweede fase
|  | Halve finale | Halve finale | Halve finale |   |          | Finale | Finale | Finale |
|  |              |              |              |   |          |        |        |        |
|  | Nacional     | 2            | 2            |   |          |        |        |        |
|  | Princesa     | 2            | 0            |   |          |        |        |        |
|  | Princesa     | 2            | 0            |   | Nacional | 0      | 1      |        |
|  |              |              |              |   | Nacional | 0      | 1      |        |
|  |              | Manaus       | 1            | 1 |          |        |        |        |
|  | Fast Clube   | Manaus       | 1            | 1 | 0        | 1      |        |        |
|  | Fast Clube   |              |              |   | 0        | 1      |        |        |
|  | Manaus       | 2            | 1            |   |          |        |        |        |

Details finale
|             |                    |       |          |                        |
| 6 juni Heen | Manaus             | 1 – 0 | Nacional | Arena Amazônia, Manaus |
| 6 juni Heen | Wesley Napão 90+1' |       |          | Arena Amazônia, Manaus |

| Manaus | Nacional |

|               |                          |       |             |                        |
| 10 juni Terug | Nacional                 | 1 – 1 | Manaus      | Arena Amazônia, Manaus |
| 10 juni Terug | Jefferson Siqueira 90+2' |       | 22' Negueba | Arena Amazônia, Manaus |

| Nacional | Manaus |

### Kampioen
| Campeonato Amazonense de 2017 |
| Amazonas                      |
| ----------------------------- |
| MANAUS Kampioen (1° titel)    |